# Byrrhus mordkovitshi
Byrrhus mordkovitshi là một loài bọ cánh cứng trong họ Byrrhidae. Loài này được Tshernyshev & Dudko miêu tả khoa học năm 1997.